# Colin M. Ingersoll
Colin Macrae Ingersoll (* 11. März 1819 in New Haven, Connecticut; † 13. September 1903 ebenda) war ein US-amerikanischer Politiker. Zwischen 1851 und 1855 vertrat er den zweiten Wahlbezirk des Bundesstaates  Connecticut im US-Repräsentantenhaus.

## Leben
Nach einer guten Grundschulausbildung besuchte Colin Ingersoll das Trinity College in Hartford. Danach studierte er am Yale College Jura. Nach seiner im Jahr 1839 erfolgten Zulassung als Rechtsanwalt begann er in New Haven in seinem neuen Beruf zu arbeiten. Im Jahr 1843 wurde er bei der Verwaltung des Senats von Connecticut angestellt.
Als Mitglied der Demokratischen Partei wurde Ingersoll von Präsident James K. Polk zum Sekretär an der amerikanischen Gesandtschaft in der russischen Hauptstadt St. Petersburg ernannt. Dort diente er zwischen 1847 und 1848. Bei den Kongresswahlen des Jahres 1850 wurde er im zweiten Distrikt von Connecticut in das US-Repräsentantenhaus in Washington, D.C. gewählt, wo er am 4. März 1851 die Nachfolge von Walter Booth antrat. Nach einer Wiederwahl im Jahr 1852 konnte er bis zum 3. März 1855 zwei Legislaturperioden im Kongress absolvieren.
Nach dem Ende seiner Zeit im US-Repräsentantenhaus arbeitete Ingersoll wieder als Anwalt. Zwischen 1867 und 1871 war er als Adjutant General von Connecticut Leiter der Nationalgarde dieses Staates. Colin Ingersoll starb im September 1903 in seinem Geburtsort New Haven und wurde dort auch beigesetzt. Colin Ingersoll war der Sohn des Kongressabgeordneten Ralph Isaacs Ingersoll und Bruder von Gouverneur Charles Roberts Ingersoll.